# Данте Россі
Данте Россі (італ. Dante Rossi, 28 серпня 1936 — 15 березня 2013) — італійський ватерполіст і плавець.
Олімпійський чемпіон 1960 року, учасник 1964 року.